# Saint-Ouen-de-Mimbré
Saint-Ouen-de-Mimbré is een gemeente in het Franse departement Sarthe (regio Pays de la Loire) en telt 805 inwoners (2005). De plaats maakt deel uit van het arrondissement Mamers.

## Geografie
De oppervlakte van Saint-Ouen-de-Mimbré bedraagt 10,6 km², de bevolkingsdichtheid is 75,9 inwoners per km².
De onderstaande kaart toont de ligging van Saint-Ouen-de-Mimbré met de belangrijkste infrastructuur en aangrenzende gemeenten.

## Demografie
Onderstaande figuur toont het verloop van het inwonertal (bron: INSEE-tellingen).